# Ovia Olo
Ovia Olo, ook wel Ovillanhollo, is een dorp in het ressort Patamacca in het district Marowijne in Suriname.
In het dorp wonen Aukaners. Het dorp heeft geen school, en elektriciteit wordt geleverd door dieselgeneratoren.
In 2011 werd nabij het dorp langs de Oost-westverbinding het Marowijne Art Park geopend. Het bestaat uit kunstwerken die gemaakt zijn door internationale kunstenaars en kinderen uit Moengo, Ovia Olo en Ricanaumofo. Het kunstpark is een initiatief van stichting Kibii die wordt geleid door de kunstenaar Marcel Pinas.
In 2016 kreeg het bedrijf Zhong Heng Tai Investment toestemming om een palmolieplantage van 40.000 hectare te beginnen. In 2005 hadden de autoriteiten van het dorp tegen het plan gestemd. Hoewel ze in principe niet tegen het plan waren, verzetten ze zich tegen de omvang ervan. Rond 1980 bevond zich bij het dorp een kleinere plantage, Landbouw Maatschappij Patamacca, die tijdens de Surinaamse Binnenlandse Oorlog  werd verwoest.
Sinds 2024 heeft het dorp een kunstgrasveldje.